# Hans Hagn
Hans Hagn (* 6. Januar 1899 in München; † 7. Oktober 1949 ebenda) war ein katholischer Gewerkschafter und bayerischer Politiker (BVP, CSU).

## Leben
Hagn erlernte den Beruf des Feinmechanikers, in dem er auch den Meisterbrief erwarb. Er war bereits in jungen Jahren in der katholischen Gewerkschaftsbewegung und in der BVP. Zu seinen wichtigsten Funktionen in dieser Zeit gehört der Vorsitz des Zentralverbandes der Arbeitnehmer öffentlicher Betriebe und Verwaltungen in München. 1933 raubten ihm die Nazis seine wirtschaftliche Existenz, sodass er gezwungen war, sich selbstständig zu machen. 
1945 wurde er in den Stadtrat Münchens berufen. Nach seiner Wahl als Landtagsabgeordneter am 1. Dezember 1946 als Abgeordneter des Stimmkreises München IV legte er sein Mandat als Stadtrat nieder. 
Im Winter 1947/48 brachte er als CSU-Landtagsabgeordneter mit Unterstützung von 14 Parteifreunden einen Antrag in den bayerischen Landtag ein, auf dem Gelände des KZ Dachau ein Arbeitslager als „Stätten der Umerziehung von asozialen Elementen“ zu errichten. Der Antrag wurde einstimmig angenommen; auch der Bayerische Gewerkschaftsbund forderte zeitgleich die Einweisung „aller asozialen Elemente in ein Arbeitslager“.
Hans Hagn war mit Anny Hagn, geborene Angerer, verheiratet. Der 1927 in München geborene Geologe und Paläontologe Herbert Hagn war sein Sohn.